# Lagtävlingen i fälttävlan i ridsport vid olympiska sommarspelen 1976
Lagtävlingen i fälttävlan i ridsport vid olympiska sommarspelen 1976 var en av sex ridsportgrenar som avgjordes under de olympiska sommarspelen 1976. 

## Medaljörer
| Event | Guld                                                                  | Silver                                                                     | Brons                                                               |
| Lag   | USA Mary-Anne Tauskey Bruce Davidson John Michael Plumb Edmund Coffin | Västtyskland Karl Schultz Herbert Blöcker Otto Ammermann Helmut Rethemeier | Australien Wayne Roycroft Mervyn Bennett Bill Roycroft Denis Pigott |

## Resultat
| Placering | Nation         | Poäng   |
| 1         | USA            | -441,00 |
| 2         | Västtyskland   | -584,60 |
| 3         | Australien     | -599,54 |
| 4         | Italien        | -682,24 |
| 5         | Sovjetunionen  | -721,55 |
| 6         | Kanada         | -808,81 |
| AC        | Storbritannien | DNF     |
| AC        | Argentina      | DNF     |
| AC        | Frankrike      | DNF     |
| AC        | Mexiko         | DNF     |
| AC        | Irland         | DNF     |
| AC        | Japan          | DNF     |